# Karvedilol
Karvedilol je neselektivni beta blokator/alfa-1 blokator koji se koristi za tretman kongestivnog zatajenja srca. On je u prodaji pod brojnim imenima uključujući Karvil, Koreg, Dilatrend, Koronis, Eukardik, i Karlok kao generički lek,. Karvedilol ima znatnu ulogu u tretmanu kongestivnog zatajenja srca.

## Farmakologija
Karvedilol je beta blokator (β1, β2) i alfa blokator (α1):
- Norepinefrin stimuliše nerve koji kontrolišu mišiće srca vezivanjem za β1- i β2-adrenergičke receptora. Karvedilol blokira vezivanje tih receptora,[2] čime se usporava srčani ritam i redukuje sila kojom srce pumpa. Time se snižava krvni pritisak, te se umanjuje količina rada srca.
- Norepinefrin se takođe vezuje za α1-adrenergičke receptore na krvnim sudovima, uzrokujući njihovu konstrikciju i povišenje krvnog pritiska. Karvedilol blokira vezivanje agonista za α1-adrenergičke receptore,[3] čime dodatno snižava krvni pritisak.

## Literatura
- Chakraborty, Subhashis; Shukla, Dali; Mishra, Brahmeshwar; Singh, Sanjay (2010). „Clinical updates on carvedilol: A first choice β-blocker in the treatment of cardiovascular diseases”. Expert Opinion on Drug Metabolism & Toxicology. 6 (2): 237—250. PMID 20073998. doi:10.1517/17425250903540220.

## Spoljašnje veze
|  | Molimo Vas, obratite pažnju na važno upozorenje u vezi sa temama iz oblasti medicine (zdravlja). |